# Armand Dufrénoy

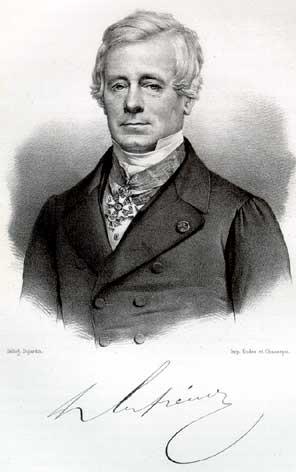
Armand Dufrénoy

Ours-Pierre-Armand Petit-Dufrénoy (* 5. September 1792 in Sevran, bei Paris; † 20. März 1857), bekannt als Armand Dufrénoy, war ein französischer Geologe und Mineraloge.

## Studium und Forschung
Nach dem Abschluss des Lyzeums im Jahre 1811 studierte Dufrénoy bis 1813 an der École polytechnique und trat dann dem Corps des Mines bei. 1819 holte ihn André Brochant de Villiers an die École nationale supérieure des mines de Paris. Dort war er mit einem weiteren Schüler von Bronchant de Villiers, Élie de Beaumont, mit der Erstellung einer geologischen Karte von Frankreich beauftragt, die 1821 beschlossen worden war und unter Leitung von Bronchant de Villiers stand. Alle drei reisten dazu zunächst 1823 nach Großbritannien, wo George Bellas Greenough bereits 1819 eine geologische Karte Englands veröffentlicht hatte und wo sie stratigraphische Methoden studierten. Die Erkundungsarbeiten dauerten 1825 bis 1829 und anschließend erfolgte die Ausarbeitung. 1835 wurden von Bronchant de Villiers erste Ergebnisse vorgestellt, die geologische Karte von Frankreich im Maßstab 1:500.000 selbst erschien 1841. Fünf Jahre (1836–1841) nahm das Verfassen des Erläuterungstextes zur Karte in Anspruch, und die Veröffentlichung der drei Bände dauerte von 1841 bis 1873. Er lehrte ab 1825 Mineralogie an der École des Mines und außerdem an der École Nationale des Ponts et Chaussées. 1835 wurde er Professor für Mineralogie an der École des Mines, als Nachfolger von Bronchant de Villiers. De Beaumont wurde im selben Jahr Geologieprofessor. 
Mit Beaumont veröffentlichte er auch die Erfahrungen der Englandreise von 1823 Voyage Métallurgique en Angleterre (Metallurgische Reise durch England, 1827, 2. Auflage 1837–1839), Mémoires pour servir a une description géologique de la France in vier Bänden (Abhandlung zur Unterstützung einer geologischen Beschreibung von Frankreich, 1830–1838) und eine Abhandlung über das Cantal und der Monts Dore (1833).
Andere Werke von Dufrénoy sind eine Darstellung der Eisenvorkommen in den Bergwerken der östlichen Pyrenäen (1834) und eine Abhandlung über Mineralogie in vier Bänden samt Atlas (1844–1845, 2. Ausgabe 1856–1859), in der er die geologischen Verhältnisse der Bildung von Mineralen und ihre physikalischen und chemischen Eigenschaften beschrieb. Außerdem schrieb er zahlreiche Aufsätze für die Schriftenreihe Annales des mines und andere wissenschaftliche Publikationen, darunter Des terrains volcaniques des environs de Naples (Die Vulkangebiete der Umgebung von Neapel).
Er beschrieb u. a. die Minerale Arseniosiderit (1842), Gedrit (1836), Pentlandit (1856) und die manganhaltige Titanit-Varietät Greenovit (Greenoughit).
Dufrénoy war seit 1840 Mitglied der Académie des sciences, Kommandeur der Ehrenlegion und Bergbau-Generalinspekteur.

## Ehrungen
- 1843 erhielt er zusammen mit Élie de Beaumont die Wollaston-Medaille der Geological Society of London.
- 1845 wurde ein neu entdecktes Mineral ihm zu Ehren als Dufrénoysit bezeichnet.